# Fernanda Borsatti
Fernanda Borsatti Fonseca (Sé, Évora, 1 de Setembro de 1928 — Lisboa, 14 de Setembro de 2017) foi uma actriz portuguesa.

## Biografia
Fernanda Borsatti nasceu em 1 de Setembro de 1928 na freguesia da Sé, em Évora, embora tenha sido batizada na freguesia de São Pedro. Era filha de José Faustino Ramiro da Fonseca Júnior, violoncelista, natural de Moura (freguesia de São João Baptista), e de Elvira Borsatti da Fonseca, doméstica, natural de Milão, Itália.
Actriz versátil, interpretou vários géneros teatrais - revista, comédia, peças dramáticas.
Um dos seus primeiros registos no teatro surge em 1948, num "Espectáculo essencialista" apresentado no Teatro-Estúdio do Salitre, em Lisboa.
Na sua carreira no teatro integrou mais de 75 espectáculos e passou por mais de dez companhias de teatro, entre as quais do Teatro Maria Vitória, a Companhia Laura Alves, Companhia Raúl Solnado, Teatro Maria Matos, ou a Casa da Comédia, destacando-se a Empresa Vasco Morgado (10 espectáculos entre 1954 e 1965), Companhia de Teatro da RTP - Radiotelevisão Portuguesa (6 espectáculos entre 1974 e 1975) e como parte do elenco do Teatro Nacional D. Maria II com 15 espectáculos entre 1978 e 1999.
Em forma de homenagem, uma placa com o nome de Fernanda Borsatti encontra-se afixada no Salão Nobre do Teatro Nacional D. Maria II, junto com nomes como Maria do Céu Guerra, Glória de Matos, Glicínia Quartin ou Raquel Maria.
A 28 de novembro de 1950, casou na igreja paroquial de Benfica, em Lisboa, com o ator Armando Cortez. Deste casamento nasceu, em 1953, José Eduardo da Fonseca Cortez e Almeida, Médico, casado com Anabela Ribeiro Fernandes Cortez e Almeida, com duas filhas (Inês Fernandes Cortez e Almeida e Margarida Fernandes Cortez e Almeida). Por sentença de 14 de janeiro de 1959, foi decretada a separação judicial de pessoas e bens entre o casal, tendo esta sido convertida em divórcio por sentença transitada em julgado a 7 de junho de 1976, já após a Revolução de 25 de Abril de 1974.
A sua experiência cinematográfica cimentou-se igualmente ao longo das décadas. Trabalhou com realizadores como Henrique Campos e José Fonseca e Costa.
Em televisão trabalhou em diversas séries, sitcoms, peças de teleteatro ou telenovelas.
Em 2007, recebeu da Câmara Municipal de Lisboa a Medalha de Mérito Municipal, no seu Grau Ouro, no âmbito das comemorações do Dia Mundial do Teatro (27 de Março), a par de Ruy de Carvalho, e Francisco Igrejas Caeiro e, a título póstumo, Artur Ramos.
Fernanda Borsatti morreu na manhã de 14 de Setembro de 2017, no Hospital da CUF, em Lisboa, vítima de doença prolongada.

## Televisão
| Ano  | Projeto                                | Personagem                                 | Canal | Notas                       |
| ---- | -------------------------------------- | ------------------------------------------ | ----- | --------------------------- |
| 1957 | Falar Verdade a Mentir                 |                                            | RTP   | Teleteatro                  |
| 1958 | Enquanto os Dias Passam                |                                            | RTP   | Série                       |
| 1958 | A Solteira Rebelde                     |                                            | RTP   | Teleteatro                  |
| 1958 | Os Anjos Não Dormem                    |                                            | RTP   | Teleteatro                  |
| 1959 | Atrás da Porta                         |                                            | RTP   | Teleteatro                  |
| 1959 | Palavras Cruzadas                      |                                            | RTP   | Teleteatro                  |
| 1959 | A Aposta                               |                                            | RTP   | Teleteatro                  |
| 1959 | O Grande Teatro do Mundo               |                                            | RTP   | Teleteatro                  |
| 1959 | O Tambor e o Guizo                     |                                            | RTP   | Teleteatro                  |
| 1959 | A Chave do Mistério                    | Empregada                                  | RTP   | Teleteatro                  |
| 1959 | Assunto Arrumado                       | Rita                                       | RTP   | Teleteatro                  |
| 1959 | História de Uma Mulher                 |                                            | RTP   | Teleteatro                  |
| 1959 | O Cúmulo da Embirração                 |                                            | RTP   | Teleteatro                  |
| 1960 | Um Ódio Chamado Saudade                |                                            | RTP   | Teleteatro                  |
| 1960 | À Porta da Rua                         | Marta                                      | RTP   | Teleteatro                  |
| 1960 | Chapéus Modelos                        |                                            | RTP   | Teleteatro                  |
| 1960 | Uma Mulher Sem Importância             |                                            | RTP   | Teleteatro                  |
| 1960 | Amor em Três Tempos                    |                                            | RTP   | Teleteatro                  |
| 1961 | Querida Sara                           |                                            | RTP   | Série                       |
| 1961 | A Renúncia                             |                                            | RTP   | Teleteatro                  |
| 1961 | O Cavalo de Tróia                      |                                            | RTP   | Teleteatro                  |
| 1961 | Dinis e Isabel                         |                                            | RTP   | Teleteatro                  |
| 1961 | Zaragatas                              |                                            | RTP   | Teleteatro                  |
| 1961 | Mexericos dos Irmãos Quintério         | Conceição                                  | RTP   | Teleteatro                  |
| 1962 | As Aventuras de Eva                    |                                            | RTP   | Série                       |
| 1962 | O Anjo da Guarda                       |                                            | RTP   |                             |
| 1962 | O Vizinho do Segundo Andar             |                                            | RTP   |                             |
| 1962 | Linhas Trocadas                        |                                            | RTP   |                             |
| 1962 | O Homem Que Casou com uma Mulher Surda |                                            | RTP   |                             |
| 1962 | A Arte Difícil da Burocracia           |                                            | RTP   |                             |
| 1962 | Canas e Caniços                        |                                            | RTP   |                             |
| 1962 | A Dama das Camélias                    | Prudência                                  | RTP   |                             |
| 1963 | O Jogo das Escondidas                  |                                            | RTP   |                             |
| 1963 | Doutor, Precisam de Si!                |                                            | RTP   |                             |
| 1963 | O Outro Lado do Rio                    |                                            | RTP   |                             |
| 1964 | A TV Através dos Tempos                |                                            | RTP   |                             |
| 1968 | A Sapateira Prodigiosa                 |                                            |       |                             |
| 1969 | O Juiz da Beira                        | Ana Dias                                   |       |                             |
| 1975 | Schweik na Segunda Guerra Mundial      | Katy                                       |       |                             |
| 1979 | Isto Agora É Outra Loiça               |                                            |       |                             |
| 1981 | Eu Show Nico                           | Várias Personagens                         | RTP   |                             |
| 1982 | Gente Fina é Outra Coisa               | Henriqueta da Piedade da Silva Costa Gomes | RTP   |                             |
| 1985 | Badarosíssimo                          | Várias Personagens                         | RTP   |                             |
| 1986 | Resposta a Matilde                     |                                            | RTP   | Peça de Teatro em Televisão |
| 1987 | Cacau da Ribeira                       | Lucília                                    | RTP   |                             |
| 1988 | Lá em Casa Tudo Bem                    | Floripes                                   | RTP   |                             |
| 1988 | A Mala de Cartão                       |                                            | RTP   |                             |
| 1992 | Passa por Mim no Rossio                | Várias Personagens                         | RTP   | Peça de Teatro em Televisão |
| 1994 | Na Paz dos Anjos                       | Condessa D. Olímpia de Alencastre          | RTP   |                             |
| 1999 | Residencial Tejo                       | Perpétua                                   | SIC   |                             |
| 2002 | Amanhecer                              | Idalina Pombo                              | TVI   |                             |
| 2004 | Inspector Max                          | Irene Marques                              | TVI   | pequena participação        |
| 2007 | Doce Fugitiva                          |                                            | TVI   | pequena participação        |
| 2007 | O Último Tesouro                       |                                            | RTP   | pequena participação        |
| 2008 | A Vida Privada de Salazar              | Rainha D. Maria Amélia Orleans e Bragança  | SIC   |                             |

## Teatro
| Ano       | Peça                              | Teatro                             | Notas                                                 |
| --------- | --------------------------------- | ---------------------------------- | ----------------------------------------------------- |
| 1948      | 7.º Espectáculo essencialista     | Teatro-Estúdio do Salitre          | [ 3 ] [ 4 ]                                           |
| 1951      | Os Novos Patrões                  | Teatro Nacional D. Maria II        | com: Costa Ferreira, Armando Cortez, Joaquim Rosa...  |
| 1952      | O Milagre da Rua                  | Teatro Maria Vitória               | com: Maria Lalande, Assis Pacheco...                  |
| 1953      | E o Patrão Enlouqueceu            | Teatro Avenida                     | com: Madalena Sotto, Ruy de Carvalho                  |
| 1954      | O Tio Valente                     | Teatro Avenida                     | com: Raul Solnado, Artur Semedo                       |
| 1956      | João Gabriel Borkman              | Teatro Avenida                     | [ 8 ]                                                 |
| 1956      | Vida de um Héroi                  | Teatro Avenida                     | [ 9 ]                                                 |
| 1956      | Abril em Portugal                 | Teatro Monumental                  | com: Raul Solnado, Canto e Castro, Armando Cortez...  |
| 1963      | O Milagre de Ana Sullivan         | Teatro Avenida                     | com: Eunice Muñoz, Guida Maria...                     |
| 1964      | Ai Venham Vê-las                  | Teatro ABC                         | com: Ivone Silva, Hermínia Silva...                   |
| 1967      | Assassinos Associados             | Teatro Villaret                    | com: Raul Solnado, Armando Cortez, Nicolau Breyner... |
| 1967      | Os Fusíveis                       | Teatro Villaret                    | com: Raul Solnado, Henriqueta Maia...                 |
| 1968      | Oh, Que Delícia de Coisa          | Teatro Villaret                    | com: Henriqueta Maia, Carlos Queiroz...               |
| 1968      | A Preguiça                        | Teatro Villaret                    | com: Alina Vaz, Mário Jacques...                      |
| 1969      | O Vison Voador                    | Teatro Villaret/Teatro Laura Alves | com: Raul Solnado, Io Apolloni... um grande êxito     |
| 1975      | Schweik na Segunda Guerra Mundial | Teatro Maria Matos                 | com: Ruy de Carvalho, Raul Solnado, Adelaide João...  |
| 1977-1978 | Ó da Guarda                       | Teatro ABC                         | com: Herman José, Natália de Sousa...                 |
| 1978      | Auto da Geração Humana            | Teatro Nacional D. Maria II        |                                                       |
| 1978      | As Alegres Comadres de Windsor    | Teatro Nacional D. Maria II        |                                                       |
| 1979      | A Bisbilhoteira                   | Teatro Nacional D. Maria II        | com: Ruy de Carvalho, Lourdes Lima...                 |
| 1979-1980 | O Traído Imaginário               | Teatro Nacional D. Maria II        |                                                       |
| 1981      | Rómulo                            | Teatro Nacional D. Maria II        |                                                       |
| 1981      | O Judeu                           | Teatro Nacional D. Maria II        |                                                       |
| 1982      | Pedro, o Cru                      | Teatro Nacional D. Maria II        |                                                       |
| 1983      | Auto de Santo António             | Teatro Nacional D. Maria II        |                                                       |
| 1984      | Fígados de Tigre                  | Teatro Nacional D. Maria II        |                                                       |
| 1987      | Guerras de Alecrim e Manjerona    | Teatro Nacional D. Maria II        |                                                       |
| 1987      | Romance de Lobos                  | Teatro Nacional D. Maria II        |                                                       |
| 1988      | Pequeno Rebanho Não Desesperes    | Casa da Comédia                    |                                                       |
| 1988      | O Bicho                           | Teatro Nacional D. Maria II        |                                                       |
| 1988      | O Tempo Feminino                  | Teatro Nacional D. Maria II        |                                                       |
| 1988      | O Fidalgo Aprendiz                | Teatro Nacional D. Maria II        | com: Ruy de Carvalho, Paula Mora...                   |
| 1989      | As Sabichonas                     | Teatro Nacional D. Maria II        |                                                       |
| 1991-1992 | Passa por mim no Rossio           | Teatro Nacional D. Maria II        | peça de teatro emitida em televisão                   |
| 1993      | O Leque de Windermere             | Teatro Nacional D. Maria II        |                                                       |
| 1994      | As Fúrias                         | Teatro Nacional D. Maria II        |                                                       |
| 1996      | O Crime da Aldeia Velha           | Teatro Nacional D. Maria II        |                                                       |
| 1997      | Boomerang                         | Teatro Nacional D. Maria II        |                                                       |
| 1998      | O Cerco de Leninegrado            | Companhia de Teatro de Almada      |                                                       |
| 1999      | O Poder de Górgone                | Teatro Nacional D. Maria II        | personagem, Katina                                    |
| 2000      | Conversas Secretas                | Teatro Nacional D. Maria II        | personagem, Ruth Steiner                              |
| 2002      | Não Digas Nada                    | Teatro Nacional D. Maria II        |                                                       |
| 2003      | Caixa de Sombras                  | Teatro São Luiz                    |                                                       |
| 2005      | A Minha Tia e Eu                  | Teatro Politeama                   | com José Pedro Vasconcelos                            |

## Filmografia
| Ano  | Filme                              | Notas         |
| ---- | ---------------------------------- | ------------- |
| 1957 | Perdeu-se um Marido                | [ 10 ] [ 11 ] |
| 1958 | Sangue Toureiro                    | [ 10 ] [ 11 ] |
| 1962 | Os Transportes (Curta)             | [ 11 ]        |
| 1964 | Pão, Amor e... Totobola            | [ 10 ] [ 11 ] |
| 1966 | Gil Vicente e o Seu Teatro (Curta) | [ 10 ]        |
| 1966 | Degueyo                            | [ 10 ]        |
| 1966 | Domingo à Tarde                    | [ 10 ] [ 11 ] |
| 1969 | O Ladrão de Quem se Fala           | [ 10 ] [ 11 ] |
| 1969 | O Diabo Era Outro                  | [ 10 ] [ 11 ] |
| 1975 | Espião Nacionalizado Nosso (TV)    | [ 11 ]        |
| 1982 | A Vida É Bela?!                    | [ 10 ] [ 11 ] |
| 1986 | Resposta a Matilde                 | [ 10 ]        |
| 1987 | O Querido Lilás                    | [ 10 ] [ 11 ] |
| 1988 | A Mulher do Próximo                | [ 10 ] [ 11 ] |
| 1990 | Dédé                               | [ 10 ]        |
| 1992 | Viuvez Secreta (Curta)             | [ 10 ] [ 11 ] |
| 2001 | Henrique (Curta)                   | [ 10 ] [ 11 ] |
| 2008 | A Corte do Norte                   | [ 10 ] [ 11 ] |